# Cops (film, 2018)
Pour plus de détails, voir Fiche technique et Distribution.
Cops est un film dramatique autrichien écrit et réalisé par Stefan A. Lukacs, sorti en 2018.

## Synopsis
Jeune policier ambitieux, amoureux de son métier et rêvant de gravir les échelons, Christoph intègre avec fierté la WEGA, l'unité d'élite de la police viennoise. Mais sa carrière dérape lorsqu'un jour, lors d'une intervention musclée, il est contraint d'abattre un malade mental qui mettait, selon lui, la vie de son chef d'équipe en danger. S'agit-il d'une  terrible erreur ou d'un comportement héroïque ? Dans son entourage, les avis divergent mais certains de ses proches apprécient son geste considéré comme de la légitime défense. Cependant, traumatisé par son acte, Christoph perd pied. Il se met à douter des méthodes de son unité et particulièrement de son chef Konstantin. De plus, ses relations avec ses proches se dégradent. Son père ne comprend pas sa façon d'agir et Nicky, sa compagne, s'inquiète de ses réactions violentes. Très vite, Christoph tombe dans une spirale de violence...

## Fiche technique
- Titre original et français : Cops
- Réalisation et scénario : Stefan A. Lukacs
- Montage : Julia Drack
- Photographie : Xiaosu Han et Andreas Thalhammer
- Production : Karin C. Berger et Arash T. Riahi
- Sociétés de production et distribution : Golden Girls Filmproduktion
- Pays d'origine :  Autriche
- Langue originale : allemand
- Format : couleur
- Genre : drame
- Durée : 92 minutes
- Dates de sortie  :
  -  Australie : 21 septembre 2018
  -  France : 20 janvier 2019 (VOD)

## Distribution
- Laurence Rupp : Christoph "Burschi" Horn
- Anton Noori : Konstantin Blago
- Anna Suk : Nicky Winter
- Roland Düringer : Heinz Horn
- Maria Hofstätter : Marianne Kelch
- Aaron Friesz : Lukas Dörfler
- Dominic Marcus Singer : Valentin
- Deniz Cooper : Dennis
- Lukas Watzl : Toni Woschitz
- Miriam Fussenegger : Janina
- Michael Fuith : Harald Malinowski
- Gabriela Hegedüs : Martha Blago